# Dominic Ressel
Dominic Ressel (* 5. Oktober 1993 in Kiel) ist ein deutscher Judoka. Er war 2017 Zweiter und 2023 Dritter der Europameisterschaften.

## Berufsweg
Dominic Ressel ist seit 2017 Angehöriger der Bundespolizeisportschule Kienbaum, der Spitzensportfördereinrichtung der Bundespolizei für Sommer- und Ganzjahressportarten.

## Sportliche Karriere
Dominic Ressel kämpft seit 2010 im Halbmittelgewicht, der Gewichtsklasse bis 81 Kilogramm. Im Oktober 2013 gewann er eine Bronzemedaille bei den U21-Weltmeisterschaften in Ljubljana. 2014 folgte eine Bronzemedaille bei den U23-Europameisterschaften. Nachdem Ressel von 2012 bis 2014 jeweils Dritter bei den deutschen Meisterschaften geworden war, erreichte er 2015 erstmals das Finale und belegte den zweiten Platz hinter Alexander Wieczerzak. Im Mai 2015 war er Dritter beim Grand-Slam-Turnier in Baku.
2016 gewann Ressel seinen ersten deutschen Meistertitel, bis 2019 sollten drei weitere folgen. Ende 2016 erreichte er das Finale beim Turnier in Tokio und wurde Zweiter hinter dem Japaner Takanori Nagase. Bei den Europameisterschaften 2017 in Warschau bezwang Ressel im Viertelfinale den Bulgaren Iwajlo Iwanow und im Halbfinale den Georgier Zebeda Rekhviashvili, im Finale unterlag er dem Russen Alan Chubezow. 2018 erkämpfte Ressel eine Bronzemedaille beim Grand-Slam-Turnier in Düsseldorf. Im Juli siegte er beim Grand-Prix-Turnier in Zagreb. Bei den Weltmeisterschaften 2018 in Baku bezwang er im Achtelfinale den Israeli Sagi Muki und im Viertelfinale den Russen Chassan Chalmursajew. Im Halbfinale unterlag er dem Japaner Sōtarō Fujiwara, den Kampf um Bronze verlor er gegen Alexander Wieczerzak.
Im Februar 2019 siegte Ressel im Halbfinale des Grand-Slam-Turniers in Paris gegen Chassan Chalmursajew und im Finale gegen Sagi Muki. Er war damit der erste deutsche Sieger in Paris seit Ole Bischof 2012. Zwei Wochen später belegte er beim Turnier in Düsseldorf den dritten Platz, nachdem er im Halbfinale gegen Sōtarō Fujiwara verloren hatte. Bei den Weltmeisterschaften 2019 in Tokio unterlag er im Viertelfinale dem Belgier Matthias Casse und in der Hoffnungsrunde dem Kanadier Antoine Valois-Fortier, in der Endabrechnung belegte Ressel den siebten Platz.
Ressel war für die 2021 ausgetragenen Olympischen Sommerspiele 2020 in Tokio nominiert. Im Kampf um Bronze verlor er gegen den Österreicher Shamil Borchashvili mit Ippon und belegte somit den fünften Platz. Im Mixed-Mannschaftswettbewerb gewann die deutsche Mannschaft eine Bronzemedaille. Ressel wurde im Kampf um Bronze gegen die Niederlande eingesetzt und konnte seinen Kampf gegen Noël van ’t End gewinnen. Zusammen mit der deutschen Mixed-Mannschaft wurde er am 8. November 2021 vom Bundespräsidenten mit dem Silbernen Lorbeerblatt ausgezeichnet. Am Jahresende wurde er zu Schleswig-Holsteins Sportler des Jahres gewählt.
Dominic Ressels Heimatverein ist der TSV Kronshagen.